# وباء الإغماء في الضفة الغربية 1983
وباء الإغماء في الضفة الغربية 1983 هو وباء تفشّى في أواخر شهر أذار (مارس) وأوائل شهر نيسان (أبريل) عام 1983 في عدة بلدات بالضفة الغربية في فلسطين، حيث عانى عدد كبير من الفلسطينيين من الإغماء والدوار، وكانت الغالبية العظمى من المصابين من الفتيات المراهقات، وقد سُجّلت إصابة عدد أقل من المجندات الإسرائيليات، مما أدى إلى إدخال 943 حالة إلى المستشفى. أشار الباحثون إلى أن الهستيريا الجماعية هي التفسير الأكثر ترجيحًا وراء هذه الأعراض. وفي (نيسان) أبريل عام 1983 توصّلت الأبحاث إلى أن أسباب الوباء كانت نفسية، إلا أن نوبات الإغماء أدت إلى تبادل الاتهامات بين الإسرائيليين والفلسطينيين، حتى أن إسرائيل اعتقلت بعض الفلسطينيين أثناء تفشي المرض زاعمة أن التحريض السياسي كان يقف وراء هذه الظاهرة. كما ذكرت صحيفة نيويورك تايمز أن القادة الفلسطينيين اتهموا المستوطنين والمسؤولين الإسرائيليين باستخدام الأسلحة الكيماوية في مدارس الضفة الغربية لطرد العرب من المنطقة، وأن بعض المسؤولين الإسرائيليين اتهموا الفصائل الفلسطينية الراديكالية باستخدام الغاز أو المواد الكيماوية لتأجيج المظاهرات وإشاعة الفوضى.
خلص المحققون في النهاية إلى أن الأعراض التي عانى منها مئات المواطنين في الضفة الغربية كانت ناتجة عن هستيريا جماعية وإن كانت هناك بعض العوامل البيئية المسببة للتهيج الموجودة في الأصل. وقد أيد هذا الاستنتاج مسؤول صحة فلسطيني أفاد إن 20٪ من الحالات المبكرة قد تكون ناجمة عن استنشاق نوع من الغاز لكن الـ 80٪ المتبقية كانت أعراضًا نفسية جسدية.
كان ألبرت هيفيز هو المحقق الإسرائيلي الرئيسي في الأمور التي تتعلق بالطب النفسي، وقد أسند إليه مهمة التحقيق في الحادث. اكتشف هيفيز بعد بدْء تحقيقاته أن الصحافة الإسرائيلية والعاملين في المجال الطبي الفلسطيني قد أشعلوا الهستيريا الجماعية، وقال إن الصحافة الإسرائيلية من خلال التكهن في تقاريرها المبكرة بأن هُناك حالة تسمم جماعية كانت تقف وراء تلك الحوادث، إلى جانب بعض التصريحات التي تم تداولها نقلاً عن مسؤولين بالجيش الإسرائيلي لم يكشف عن هويتهم قالوا إن النشطاء الفلسطينيين يستخدمون غاز الأعصاب لإثارة الانتفاضة ونشر الذعر، ووجد أيضًا أن الكوادر الطبية الفلسطينية كانت تعتقد كذلك أن هناك سم مصدره الجانب الإسرائيلي يقف وراء حالات الإغماء والدوار التي انتابت العديد من سكان الضفة الغربية.
كما خلص باروخ مودان، المدير العام لوزارة الصحة الإسرائيلية، إلى أن معظم المصابين كانوا يعانون من مرض نفسي، رغم أنه قال إن بعض الذين أصيبوا بالمرض بعد يوم 3 نيسان (أبريل) كانوا مرضى زائفين، وظهرت أعراضهم بعدما قال علماء الأوبئة إن تفشي المرض قد هدأ.
كتب هيفيز في دراسة له تشرها في عام 1985 بعنوان "دور الصحافة والمجتمع الطبي في وباء التسمم الغامض بالغازات في الضفة الغربية بالأردن" قائلًا أنه مما زاد الطين بلة وزايد من سوء الأمر أن هناك صحيفة إسرائيلية كانت تتحدث عن حالات تسمم في بداية الوباء. كما زعم مقال نُشر على الصفحة الأولى في صحيفة هآرتس الإسرائيلية في 28 آذار (مارس) عام 1983 أن المحققين العسكريين الإسرائيليين عثروا على آثار لغاز الأعصاب ونقلوا عن مصادر في الجيش قولهم إنهم يشتبهون في أن المسلحين الفلسطينيين يسممون شعبهم من أجل إثارة الانتفاضة ولكي يتم إلقاء اللوم على إسرائيل. رد القادة الفلسطينيون على هذه الاتهامات بتوجيه اتهامات أخرى لإسرائيل تتهمها بأنها سممت المواطنين الفلسطينيين في محاولة لطردهم من الضفة الغربية. وعلى مدار التاريخ فقد سبق أن حدثت مثل هذه الهستيريا الجماعية الوبائية عدة مرات، كان من أبرزها ما حدث في محاكمات السحر في سالم، ووباء الضحك في تنجانيقا في عام 1962، وتفشي المرض النفسي في الفترة ما بين عامي 2008-2012 بين فتيات المدارس الأفغانيات بسبب تسمم يُشتبه أن حركة طالبان كانت سببًا في إحداثه.